# Cindana Hartono
Cindana Hartono Kusuma (* 6. August 1976, oft auch nur Cindana genannt) ist eine indonesische Badmintonspielerin.

## Karriere
Cindana Hartono gewann 1997 die Internationalen Meisterschaften von Indien im Dameneinzel. 1999 siegte sie bei den Südostasienspielen und den Swiss Open. Bei den Indonesia Open belegte sie 1998 und 2001 den dritten Platz.

## Erfolge
| Saison | Veranstaltung       | Disziplin   | Platz | Name                                 |
| ------ | ------------------- | ----------- | ----- | ------------------------------------ |
| 1997   | India Open          | Dameneinzel | 1     | Cindana Hartono                      |
| 1998   | Indonesia Open      | Damendoppel | 5     | Lidya Djaelawijaya / Cindana Hartono |
| 1998   | Indonesia Open      | Dameneinzel | 3     | Cindana Hartono                      |
| 1999   | Südostasienspiele   | Dameneinzel | 1     | Cindana Hartono                      |
| 1999   | Swiss Open          | Dameneinzel | 1     | Cindana Hartono                      |
| 1999   | Chinese Taipei Open | Dameneinzel | 5     | Cindana Hartono                      |
| 2001   | Indonesia Open      | Dameneinzel | 3     | Cindana Hartono                      |